# Taeniolethrinops cyrtonotus
Taeniolethrinops cyrtonotus és una espècie de peix de la família dels cíclids i de l'ordre dels perciformes.

## Morfologia
- Els mascles poden assolir 11,2 cm de longitud total.[1][2]

## Hàbitat
És una espècie de clima tropical que viu entre 20-60 m de fondària.

## Distribució geogràfica
Es troba a Àfrica: llac Malawi.